# New Politics
Это статья о датской рок-группе. Информацию об американском социалистическом журнале см. в статье New Politics (журнал)
New Politics — датская рок-группа, созданная в Копенгагене Дэвидом Бойдом и Сореном Хансеном. Она стала известна благодаря своему дебютному синглу «Yeah Yeah Yeah». Её звучание описано как «смесь панка, поп-музыки и электронной музыки».

## История

### 2009
В течение трех лет записывая песни для своих сольных альбомов (которые так и не вышли), Бойд и Хансен поняли, что пора создать группу. В 2009 году дуэт принял участие в конкурсе датского национального радио «Career Cannon», передав туда две свои песни («Stress» и «Money»). Из 973 групп, которые присылали свои песни, New Politics была одной из 42 выбранных для ротации, несмотря на то, что пока группа была неофициальная. Бойд и Хансен приняли в группу Пола Амалела, который стал их барабанщиком. Новое трио было в числе четырёх победителей и продолжило играть в крупном фестивале музыки в Дании. В ноябре 2009 года New Politics заключили контракт с лейблом RCA Records и переехали в США. В настоящее время New Politics проживают в Уильямсбурге, Бруклин, штат Нью-Йорк.

### 2010
Группа выступила на фестивале South by Southwest в 2010 году. 13 июня 2010 года они выпустили свой дебютный альбом, названный New Politics. В него было включено десять треков, в том числе их известный сингл «Yeah Yeah Yeah», к которому был снят клип. В сентябре New Politics отправились в турне по США в поддержку альбома и выступали на разогреве у 30 Seconds To Mars в Into The Wild Tour. 8 октября 2010 года состоялась премьера клипа на песню «Dignity» из дебютного альбома. 25 октября вышел 1 эпизод New Politics TV, в котором показывается жизнь группы во время выступлений и во время путешествий в турне. В ноябре Пол Амалель (ударные) покинул группу и вернулся в Данию, где собрал собственную группу под названием Black Swawn. На замену пришёл Луис Вечио, который играет на ударных в группе и по настоящее время.

### 2011
В январе 2011 года в социальной сети Myspace New Politics опубликовали новую песню «Liberty». Позднее они выступают в знаменитом американском шоу Jimmy Kimmel Live. Кроме того, спустя несколько дней MTV объявил их артистами недели. В марте 2011 года группа отправилась в длительный тур с группой «Dirty Heads», который завершился выступлением в Лондоне. В мае 2011 года New Politics продолжили запись второго альбома. К рождеству «Политики» опубликовали клип с песней «Christmas Time».

### 2012
В 2012 году New Politics упорно сидели в студии и писали новый альбом. В июне группа побывала в Париже на фестивале «Solidays». Самым главным событием года стал, конечно, выход сингла «Harlem». В дальнейшем песня будет во втором студийном альбоме. Из-за записи альбома год удался не такой насыщенный и безбашенный, как прошлый.

### 2013
Группа закончила запись альбома. Уже в феврале был снят и опубликован клип к песне «Harlem». Группа дала множество различных интервью для радио. Стало известно, что альбом выйдет уже в этом году, а именно весной. «Политики» исполняли концерты в Штатах, играя некоторые новые синглы, и готовили к выпуску новый альбом. Двадцать первого мая вышел новый альбом, названный «A Bad Girl In Harlem». Также стало известно, что New Politics приедут с концертами в Россию, а именно 24 ноября в Санкт-Петербург и 25 ноября в Москву.

## Состав
- Дэвид Бойд (David Boyd) — вокал
- Сорен Хансен (Søren Hansen) — вокал, гитара, клавишные
- Луис Вечио (Louis Veссhio) — ударные

### Бывшие участники
- Пол Амалель (Poul Amaliel) — ударные

## Альбомы
- New Politics (2010)
- A Bad Girl In Harlem (2013)
- Vikings (2015)
- Lost in Translation (2017)
- An Invitation To An Alternate Reality (2019)

## Видеоклипы
- «Yeah Yeah Yeah»
- «Dignity»
- «Harlem»
- «Tonight You’re Perfect»
- «Everywhere I Go (Kings and Queens)»
- «West End Kids»
- «Girl Crush»
- «One of Us»
- «CIA»
- «Color Green»